# Podpalenie (film)
The Burning (w Polsce prezentowany także jako Podpalenie) – amerykański film fabularny z 1981 roku. Jeden z czołowych przedstawicieli popularnego w latach osiemdziesiątych nurtu slasher.
Holly Hunter i Jason Alexander debiutowali w filmie w swoich pierwszych w karierze rolach. Film wypromował ich jako aktorów (Hunter została w przyszłości laureatką Oscara).

## Obsada
- Brian Matthews jako Todd
- Leah Ayres jako Michelle
- Brian Backer jako Alfred
- Larry Joshua jako Glazer
- Jason Alexander jako Dave
- Holly Hunter jako Sophie

## Opis fabuły
Pan Podpalaniec, zdziwaczały pracownik letniego kempingu Blackfoot, nie jest lubiany przez młodzież, z którą ma styczność na co dzień. Grupka chuliganów decyduje się wystawić go na pośmiewisko. Głupi żart wymyka się spod kontroli i kabina Pana Podpalańca staje w płomieniach. Mężczyzna cudem unika śmierci i trafia do pobliskiego szpitala. Gdy powraca do przytomności, kieruje nim pragnienie zemsty. Pan Podpalaniec wydostaje się ze szpitala. Morduje młodą prostytutkę, zyskując tym samym narzędzie swoich zbrodni – wielki, ogrodniczy sekator. Po latach powraca na stare śmieci. W kempingu zaczyna dochodzić do morderstw na obozowiczach.